# 阿用乡
阿用乡，是中华人民共和国云南省文山壮族苗族自治州富宁县下辖的一个乡镇级行政单位。

## 行政区划
阿用乡下辖以下地区：
阿用村、那柳村、那翁村、里往村、者兰村和那来村。